# Noblesville
Noblesville és una població dels Estats Units a l'estat d'Indiana. Segons el cens del 2000 tenia 28.590 habitants.

## Demografia
Segons el cens del 2000, Noblesville tenia 28.590 habitants, 10.576 habitatges, i 7.879 famílies. La densitat de població era de 616 habitants/km².
Dels 10.576 habitatges en un 40,8% hi vivien nens de menys de 18 anys, en un 62% hi vivien parelles casades, en un 9,2% dones solteres, i en un 25,5% no eren unitats familiars. En el 21,3% dels habitatges hi vivien persones soles el 6,5% de les quals corresponia a persones de 65 anys o més que vivien soles. El nombre mitjà de persones vivint en cada habitatge era de 2,64 i el nombre mitjà de persones que vivien en cada família era de 3,08.
Per edats la població es repartia de la següent manera: un 29,5% tenia menys de 18 anys, un 7,3% entre 18 i 24, un 34,5% entre 25 i 44, un 20,2% de 45 a 60 i un 8,5% 65 anys o més.
L'edat mediana era de 33 anys. Per cada 100 dones de 18 o més anys hi havia 93,7 homes.
La renda mediana per habitatge era de 61.455$ i la renda mediana per família de 70.914$. Els homes tenien una renda mediana de 48.734$ mentre que les dones 31.769$. La renda per capita de la població era de 28.813$. Entorn del 4,3% de les famílies i el 5,4% de la població estaven per davall del llindar de pobresa.

## Poblacions més properes
El següent diagrama mostra les poblacions més properes.